# Ane Graffová
Ane Graffová (nepřechýleně Ane Graff; * 8. prosince 1974 Bodø) je norská výtvarná umělkyně a fotografka.

## Životopis
Vystudovala Vestlandets Academy of Fine Arts a je výzkumnou pracovnicí na katedře Akademie výtvarných umění v Oslu . Graffová ve své umělecké praxi kombinuje řadu výzkumných disciplín, od feministického neomaterialismu po mikrobiologii a chemii. Její sochy a instalace zpochybňují konvenční a zdánlivě stabilní struktury a klasifikace založené na vědeckých a kulturních postupech. Autorčina práce umožňuje pozorovat, jak je lidské tělo vystaveno působení dalších aktérů, jako jsou bakterie a toxiny životního prostředí. 
V roce 2019 Graffová reprezentovala Norsko na bienále v Benátkách na výstavě „Weather Report“ v severském pavilonu, kurátoři výstavy byli Leevi Haapala a Piia Oksanen z města Kiasma.
V roce 2021 se zúčastnila kolektivní výstavy Liquid Life v galerii The Twist v sochařském parku Kistefos-Museets.